# Космос-1965
Космос-1965 је један од преко 2400 совјетских вјештачких сателита лансираних у оквиру програма Космос.
Космос-1965 је лансиран са космодрома Плесецк, СССР, 23. августа 1988. Ракета-носач Сојуз је поставила сателит у орбиту око планете Земље. Маса сателита при лансирању је износила 6300 килограма. Космос-1965 је био сателит намијењен за истраживање природних богатстава Земље.